# 누가 붉은 장미를 꺾었나
"누가 붉은 장미를 꺾었나"는 1990년에 개봉한 대한민국의 영화이다.

## 캐스팅
- 김청 : 여진 역
- 박근형
- 강희영
- 권나영
- 김하림
- 김상순
- 이해룡
- 박동룡
- 에디원
- 김민정
- 국정환
- 주상호
- 홍충길
- 홍성웅
- 황인조
- 박민호
- 길달호
- 이석구
- 윤일주
- 이귀하
- 김기범
- 조학자
- 전영윤
- 박준혜
- 정봉연
- 장동일
- 임채윤
- 윤문식
- 손훈
- 이은영